# Irving Fisher
Iriving Fisher (ur. 27 lutego 1867 w Nowym Jorku, zm. 29 kwietnia 1947 r. w Nowym Jorku) – ekonomista amerykański, przedstawiciel szkoły neoklasycznej w ekonomii. Zajmował się ilościową teorią pieniądza oraz teorią dystrybucji.

## Teoria pieniądza Fishera

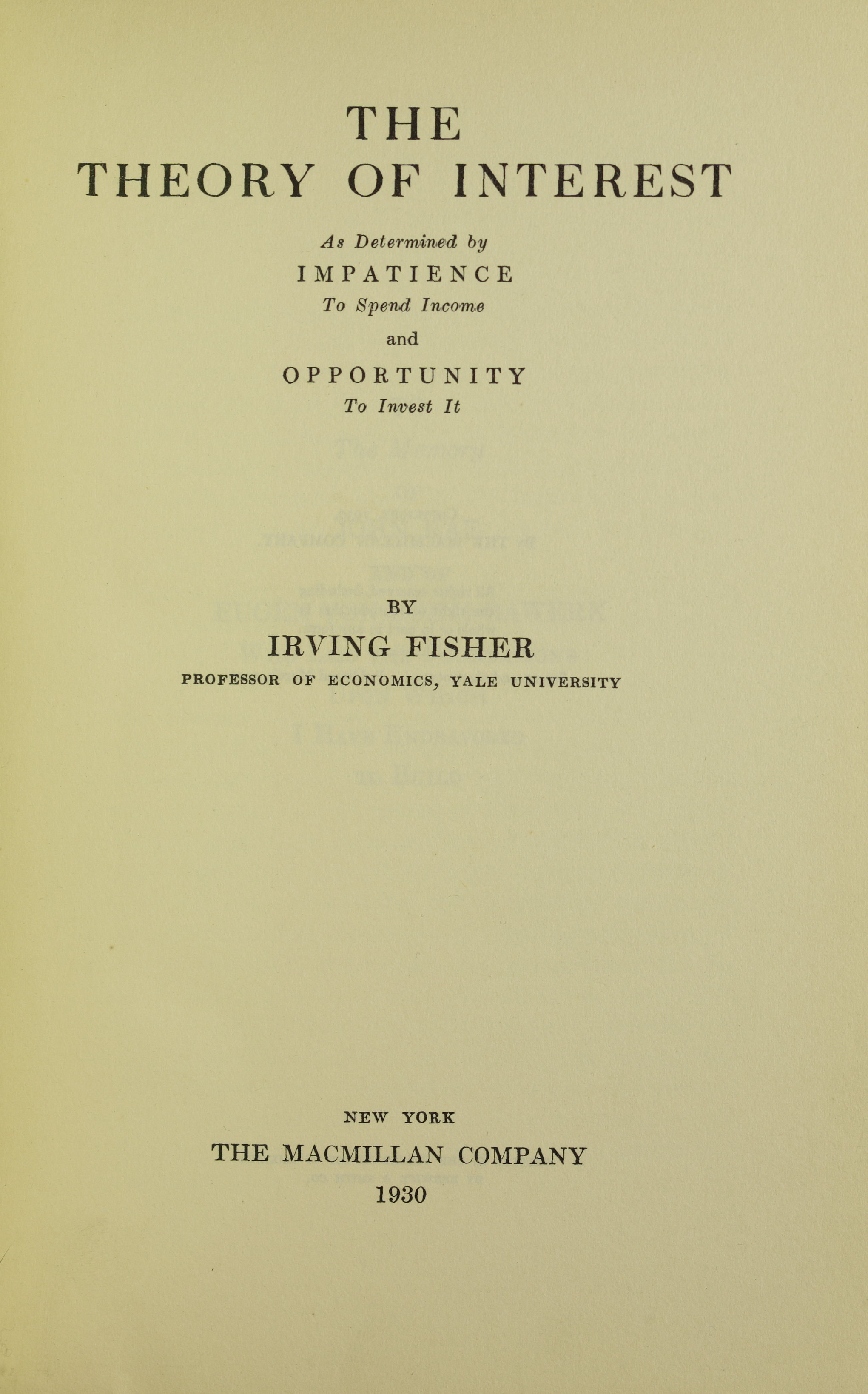
Theory of interest as determined by impatience to spend income and opportunity to invest it, 1930

Irving Fisher w swojej teorii stwierdził, że ceny zmieniają się wraz z ilością pieniądza znajdującego się w obiegu, przy czym uwzględniał szybkości obiegu pieniądza, jak i liczbę transakcji, w których pieniądz ten uczestniczył. Zależność tę prezentuje równanie:
{\displaystyle P={\frac {MV+M'V'}{T}}}
gdzie:
- M – zasób pieniądza gotówkowego
- V – szybkość obiegu transakcyjnego pieniądza gotówkowego
- M' – zasób pieniądza bezgotówkowego
- V' – szybkość obiegu transakcyjnego pieniądza bezgotówkowego
- P – ogólny poziom cen
- T – liczba transakcji, która określa poziom aktywności gospodarczej

Pieniądz traktowany jest jako zjawisko zewnętrzne, egzogeniczne.
Podtrzymał tezę Ricarda, że „zmiany ogólnego poziomu cen są proporcjonalne do zmian M, gdyż V i T są w krótkim okresie mało zmienne”. Wyjątek stanowią dwie okoliczności:
- zmiany poziomu cen mogą być nieproporcjonalne do zasobów pieniądza gotówkowego, gdy następuje zmiana liczba transakcji na głowę mieszkańca. Występuje to, gdy wzrasta dochód społeczny, lub, gdy wzrasta obrót dóbr.
- zmiany poziomu cen są nieproporcjonalne do zasobów pieniądza gotówkowego w okresach przejściowych, gdy wzrasta ogólny poziom cen. Wówczas poziom cen zaczyna coraz silniej oddziaływać na zasób pieniądza gotówkowego, dla potrzeb obrotu występuje wzrost ilości pieniądza, wpływa to na poziom cen kumulatywnie.

Fisher był zwolennikiem stałości wartości pieniądza, a źródeł jej niestabilności upatrywał w zmianach podaży pieniądza. Nadmierna podaż rodzi inflację, ta zaś zagraża prawidłowemu funkcjonowaniu gospodarki, za równie niebezpieczną uważał deflację.
Teoria pieniądza spotkała się z życzliwym przyjęciem, posłużyła ekonomistom w XX wieku do budowy nowej monetarnej teorii ilościowej pieniądza.

## Teoria dystrybucji Fishera
Teoria dystrybucji przede wszystkim wyjaśniała istotę procentu. Fisher doszedł do wniosku, że przyczyną istnienia procentu, jako samodzielnego dochodu, jest przedkładanie przez jednostki dóbr i dochodów teraźniejszych nad przyszłymi. Wynikało to z preferencji jednostki:
- wielkości oczekiwanych dochodów
- kształtowania się dochodów w czasie
- składu i stopnia pewności dochodów
- stopnia przezorności jednostki
- przyzwyczajenia
- przewidywanej długości życia
- przywiązania do potomstwa

Jednostka, będąc niecierpliwą, preferowała dobra teraźniejsze. Fisher doszedł do wniosku, że miały one większe znaczenie niż dobra przyszłe, ponieważ:
- były pewne, jednostka już je posiadała
- były rzadsze od dóbr przyszłych
- umożliwiały natychmiastowe zaspokojenie potrzeb

Przedkładanie dóbr teraźniejszych nad przyszłymi było przyczyną powstawania tzw. agio – premii, czyli stopy procentowej dla wartości dóbr teraźniejszych. Stopę procentową rozumiał jako cenę, jaką jednostka jest w stanie zapłacić, aby uzyskać dobro albo dochód dzisiaj, a nie w odległej przyszłości.